# Martin Spanberg
Martin Spanberg of Martyn Petrovitsj Sjpanberg (Russisch: Мартын Петрович Шпанберг) (gestorven 1761) was een Deens zeevaarder in Russische dienst. Hij nam samen met Bering en Tsjirikov deel aan de Eerste Kamtsjatka-expeditie (1725-1730) en Tweede Kamtsjatka-expeditie (1733-1742). Tijdens de tweede expeditie zeilde hij tussen 1738 en 1742 met de Aartsengel Michaël en een aantal andere schepen uit naar Sachalin, de Koerilen en Japan, waarbij hij informatie verzamelde die in 1745 werd gebruikt voor het samenstellen van de eerste kaart van het Russische Rijk.
Tijdens zijn tocht naar de Koerilen tussen 1738 en 1739 moest Spanberg samenwerken met twee ondergeschikte Britten; William Walton en Alexander Shelting, die hem niet mochten en omgekeerd en in 1738 gingen de schepen daarom uiteen. Onduidelijk is in hoeverre de twee Britten en de Deen werkelijk voet aan wal zetten. Op de Koerilen zouden ze volgens sommigen nergens aan land zijn geweest, al zou Spanberg wel op Sjikotan een plaquette hebben laten begraven met de claim op het eiland in 1739. Spanberg zou Mito hebben bereikt, maar nadat de drie mannen terugkeerden in Sint-Petersburg beschuldigden ze elkaar ervan onware zaken te hebben opgeschreven.